# Mistrzostwa Europy w Wioślarstwie 2007
67. Mistrzostwa Europy w Wioślarstwie 2007 – rozegrane między 21 września a 23 września na Torze Regatowym „Malta” w Poznaniu w Polsce.
To pierwsze mistrzostwa Europy w wioślarstwie po 34 latach przerwy. Zostały przywrócone decyzją FISA, która zapadła w maju 2006 roku. W mistrzostwach uczestniczyło 397 zawodników z 30 państw, w tym 258 mężczyzn oraz 139 kobiet. Rozdanych zostało 14 kompletów medali (8 w konkurencjach dla mężczyzn, 6 w konkurencjach dla kobiet).

## Reprezentacje państw uczestniczących w mistrzostwach
W nawiasach (  ) podano liczbę reprezentantów danego kraju
| - Austria (7) - Belgia (5) - Białoruś (32) - Bułgaria (6) - Chorwacja (2) - Czechy (22) - Dania (12) - Estonia (4) - Finlandia (2) - Francja (16) | - Grecja (14) - Gruzja (1) - Holandia (11) - Litwa (12) - Łotwa (3) - Monako (1) - Niemcy (29) - Norwegia (6) - Polska (36) - Portugalia (6) | - Rosja (16) - Rumunia (30) - Serbia (11) - Słowacja (8) - Słowenia (10) - Szwecja (1) - Ukraina (41) - Węgry (11) - Wielka Brytania (22) - Włochy (18) |

## Konkurencje
W nawiasach (  ) podano liczbę uczestników danej konkurencji
| - Mężczyźni (258) - M1x (jedynka) (14) - M2- (dwójka bez sternika) (16) - M2x (dwójka podwójna) (24) - LM2x (dwójka podwójna wagi lekkiej) (26) - M4- (czwórka bez sternika) (48) - M4x (czwórka podwójna) (36) - LM4- (czwórka bez sternika wagi lekkiej) (40) - M8+ (ósemka) (54) | - Kobiety (139) - W1x (jedynka) (13) - W2- (dwójka bez sternika) (14) - W2x (dwójka podwójna) (18) - LW2x (dwójka podwójna wagi lekkiej) (16) - W4x (czwórka podwójna) (24) - W8+ (ósemka) (54) |

## Medaliści

### Konkurencje mężczyzn
| Konkurencja                                        | Złoto | Srebro | Brąz |
| M1x (jedynka) szczegóły                            | Ralph Kreibich | Mindaugas Griškonis | Aleksandyr Aleksandrow |
| M2x (dwójka podwójna) szczegóły                    | Grecja · Joanis Tsamis · Janis Christu | Chorwacja · Mario Vekić · Hrvoje Jurina | Niemcy · Eric Knittel · Tim Bartels |
| M4x (czwórka podwójna) szczegóły                   | Rosja · Nikita Morgaczow · Aleksiej Swirin · Aleksandr Korniłow · Nikael Bikua-Mfantse                                                                    | Włochy · Luca Ghezzi · Federico Gattinoni · Simone Venier · Simone Raineri | Białoruś · Waleryj Radziewicz · Dzianis Mihal · Stanisłau Szczarbaczenia · Andrej Plaszkou                                                                                            |
| M2- (dwójka bez sternika) szczegóły                | Serbia · Goran Jagar · Nikola Stojić | Polska · Piotr Hojka · Jarosław Godek | Włochy · Giuseppe De Vita · Andrea Palmisano |
| M4- (czwórka bez sternika) szczegóły               | Czechy · Michal Horváth · Jan Gruber · Milan Bruncvík · Karel Neffe                                                                                       | Niemcy · Fokke Beckmann · Richard Schmidt · Sebastian Schmidt · Kristof Wilke | Grecja · Jeorjos Tsiombanidis · Janis Tsilis · Jorgos Dzialas · Pawlos Gawriilidis |
| LM2x (dwójka podwójna wagi lekkiej) szczegóły      | Węgry · Zsolt Hirling · Tamás Varga | Grecja · Dimitris Mujos · Wasilis Polimeros | Czechy · Jan Vetešník · Ondřej Vetešník |
| LM4- (czwórka bez sternika wagi lekkiej) szczegóły | Włochy · Jiří Vlček · Catello Amarante · Salvatore Amitrano · Bruno Mascarenhas                                                                           | Serbia · Veljko Urošević · Nenad Babović · Goran Nedeljković · Miloš Tomić | Rosja · Ilja Aszczin · Aleksandr Sawkin · Aleksandr Ziuzin · Siergiej Bukriejew |
| M8+ (ósemka) szczegóły                             | Czechy · Jakub Zof · jakub Friedberger · Václav Chalupa · Jakub Makovička · Jan Schindler · Milan Doleček · Jakub Hanák · Ondřej Synek · Oldřich Hejdušek | Polska · Michał Stawowski · Bogdan Zalewski · 'Sławomir Kruszkowski · Sebastian Kosiorek · Mikołaj Burda · Wojciech Gutorski · Piotr Buchalski · Rafał Hejmej · Daniel Trojanowski | Białoruś · Andrej Tatarczuk · Dzianis Jakubau · Aleh Maskalou · Andrej Dziemjanienka · Jauhienij Nosau · Alaksandr Dziernawy · Wadzim Lalin · Alaksandr Kazubouski · Piotr Piatrynicz |

### Konkurencje kobiet
| Konkurencja                                   | Złoto | Srebro | Brąz |
| W1x (jedynka) szczegóły                       | Rumjana Nejkowa | Miroslava Knapková | Frida Svensson |
| W2x (dwójka podwójna) szczegóły               | Czechy · Gabriela Vařeková · Jitka Antošová | Finlandia · Sanna Stén · Minna Nieminen | Białoruś · Hanna Nachajewa · Wolha Bierazniowa |
| W4x (czwórka podwójna) szczegóły              | Ukraina · Switłana Spiriuchowa · Ołena Ołefirenko · Natalija Huba · Tetiana Kołesnikowa | Rumunia · Ionelia Zaharia · Eniko Mironcic · Camelia Lupascu · Roxana Cogianu                                                                                        | Niemcy · Sophie Dunsing · Julia Richter · Judith Aldinger · Lena Moebus                                                                                    |
| W2- (dwójka bez sternika) szczegóły           | Niemcy · Lenka Wech · Maren Derlien | Rosja · Wiera Poczitajewa · Alewtina Podwiazkina | Rumunia · Adelina Cojocariu · Nicoleta Albu |
| LW2x (dwójka podwójna wagi lekkiej) szczegóły | Grecja · Chrisi Biskidzi · Aleksandra Tsiawu | Polska · Magdalena Kemnitz · Ilona Mokronowska | Włochy · Erika Bello · Laura Milani |
| W8+ (ósemka) szczegóły                        | Rumunia · Rodica Șerban · Viorica Susanu · Simona Mușat-Strimbeschi · Ana Maria Apachiței · Aurica Barascu · Ioana Papuc · Georgeta Damian-Andrunache · Doina Ignat · Elena Georgescu-Nedelcu | Niemcy · Josephine Wartenberg · Marlene Sinnig · Sonja Ziegler · Katrin Reinert · Kerstin Naumann · Nadine Schmutzler · Nina Wengert · Silke Günther · Annina Ruppel | Wielka Brytania · Jo Cook · Lindsey Maguire · Alice Freeman · Rebecca Rowe · Vicki Etiebet · Lauren Fisher · Anna McNuff · Vicky Myers · Rebecca Dowbiggin |

## Klasyfikacja medalowa
| Lp. | Państwo         |   |   |   | Razem |
| --- | --------------- | - | - | - | ----- |
| 1.  | Czechy          | 3 | 1 | 1 | 5     |
| 2.  | Grecja          | 2 | 1 | 1 | 4     |
| 3.  | Niemcy          | 1 | 2 | 2 | 3     |
| 4.  | Włochy          | 1 | 1 | 2 | 4     |
| 5.  | Rumunia         | 1 | 1 | 1 | 3     |
| 5.  | Rosja           | 1 | 1 | 1 | 3     |
| 7.  | Serbia          | 1 | 1 |   | 2     |
| 8.  | Bułgaria        | 1 |   | 1 | 2     |
| 9.  | Austria         | 1 |   |   | 1     |
| 9.  | Węgry           | 1 |   |   | 1     |
| 9.  | Ukraina         | 1 |   |   | 1     |
| 12. | Polska          |   | 3 |   | 3     |
| 13. | Chorwacja       |   | 1 |   | 1     |
| 13. | Finlandia       |   | 1 |   | 1     |
| 13. | Litwa           |   | 1 |   | 1     |
| 16. | Białoruś        |   |   | 3 | 3     |
| 17. | Wielka Brytania |   |   | 1 | 1     |
| 17. | Szwecja         |   |   | 1 | 1     |